# Anthony Hamilton
Anthony Cornelius Hamilton (Charlotte, 28 gennaio 1971) è un cantautore e produttore discografico statunitense.

## Biografia
Nato in Carolina del Nord, nel 1993 si trasferisce a New York e firma un contratto con la Uptown Records. Nel 1996 pubblica il suo primo album intitolato XTC e pubblicato dalla MCA Records. Nel 2003 pubblica il secondo album che gli dà il successo: Comin' from Where I'm from, grazie alla title track e al brano Charlene, diviene disco di platino negli USA.
Dopo la sua prima raccolta, nel 2005 esce Ain't Nobody Worryn' , prodotto da Mark Batson. La sua seconda raccolta è invece datata 2007. Il suo brano Do You Feel Me è presente nella colonna sonora del film American Gangster. Il quarto album The Point of It All (Arista Records) viene pubblicato nel dicembre 2008. Due anni dopo è la volta di Back to Love (2011), che raggiunge la posizione numero 12 della Billboard 200.
Duetta con Elayna Boynton nel brano Freedom, presente nella colonna sonora del film Django Unchained (2013).

## Collaborazioni
Nel corso della sua carriera ha collaborato con numerosi artisti, a partire da 2Pac, con cui nel 2002 ha cantato Thugz Mansion. Negli anni successivi ha fatto da ospite negli album di numerosi artisti come Twista, Nick Cannon, Nappy Roots, Jill Scott, Angie Stone, Busta Rhymes, Carlos Santana, Eve, Mark Ronson, Nelly, Xzibit, Syleena Johnson, The Game, Young Jeezy e molti altri.

## Discografia

### Album in studio
- 1997 - XTC
- 2001 - Comin' from Where I'm From
- 2005 - Ain't Nobody Worryin'
- 2008 - The Point of It All
- 2011 - Back to Love
- 2014 - Home for the Holidays
- 2016 - What I'm Feelin'

### Raccolte
- 2005 - Soulife
- 2007 - Southern Comfort